# Upplands runinskrifter 828
Upplands runinskrifter 828 är en vikingatida runsten av granit i Bodarna, Fittja by, Fittja socken och Enköpings kommun. Runstenen är 2 meter hög och 1,6 meter bred. Runhöjden är 6-10 centimeter. Ristningen är signerad av Tidkume och enligt Per Stille har Tidkume ristat stenen tillsammans med Livsten.

## Inskriften
Translitterering av runraden:
kakr × uk × a[k]un × litu × akua × sten × uk × br[u × kira × u]ftir × ernisl [× faþur + sin × kuþan × ku]þ × ialbi salo ans × t(i)[þk]umi [×] uk × sten × þino
Normalisering till runsvenska:
Kagʀ(?)/Gagʀ(?) ok Hakon letu haggva stæin ok bro gærva æftiʀ Æringisl, faður sinn goðan. Guð hialpi salu hans. Tiðkumi hiogg stæin þenna.
Översättning till nusvenska:
Gag och Håkon läto hugga stenen och göra bro efter Ärngisl, sin gode fader. Gud hjälpe hans själ. Tidkume högg denna sten.